# Coragyps
Coragyps é um gênero de abutres do Novo Mundo que inclui o urubu-preto (Coragyps atratus) e dois parentes extintos.
O gênero Coragyps foi introduzido em 1853 pelo naturalista francês Emmanuel Le Maout para acomodar o urubu-preto. O nome combina o grego antigo korax que significa "corvo" com gups que significa "abutre".
Uma espécie extinta é o urubu-preto 'ocidental', Coragyps occidentalis, um parente ancestral maior das espécies modernas que viveram na América do Norte durante grande parte do Pleistoceno; no entanto, evidências genéticas indicam que C. occidentalis pode não ser uma espécie verdadeira por si só, pois está aninhado dentro do urubu-preto moderno. O outro é o urubu-negro-cubano, Coragyps seductus, conhecido do Pleistoceno de Cuba.